# Acanthodactylus aureus
Acanthodactylus aureus là một loài thằn lằn trong họ Lacertidae. Loài này được Günther mô tả khoa học đầu tiên năm 1903.